# 兩京新記

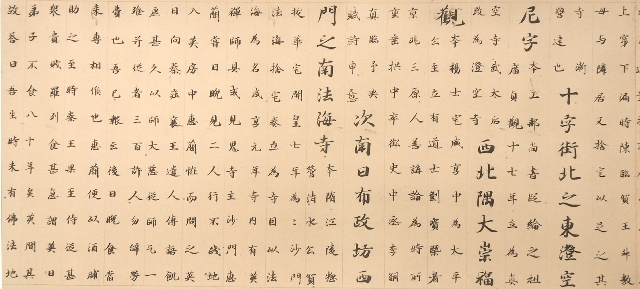
尊經閣藏金澤文庫本『兩京新記』

《兩京新記》，又稱《兩京記》、《東西京記》，唐韋述撰，成書於唐玄宗開元十年（722年）。原有五卷，今僅存一卷。
《兩京新記》對隋代開皇、大業至唐代開元年間的西京長安、東京洛陽並載，故稱兩京，今僅存長安部份。對其街坊、官舍、園林及時人掌故多有記載，颇有时誉。北宋宋敏求著《長安志》與《河南志》多參考《兩京新記》。
原書在中國早佚，但至迟在唐末传入日本，現存殘本「尊经阁藏金泽文库本」，天瀑山人林述斋刊行《佚存丛书》據以翻刻。後從日本传回中国，被收入《粤雅堂丛书》和《正觉楼丛书》。四十年代岑仲勉等人对《两京新记》進行復原工作。